# Thomas Kröswang
Thomas Kröswang (* 28. November 1960) ist ein österreichischer Bildhauer, Fotograf, Keramiker, Maler und Objektkünstler.

## Leben und Wirken
Kröswang absolvierte von 1977 eine Lehre als Zahntechniker, legte 1989 die Meisterprüfung ab und übernahm 1996 das elterliche Dentallabor, einer Filiale von Heraeus Edelmetall. Von 1988 bis 1991 absolvierte er ein außerordentliches Studium an der Hochschule für künstlerische und industrielle Gestaltung Linz. Sein Studium an der Donau-Universität Krems schloss er 2008 als Master of Dental Science ab.
Er ist seit 1994 Mitglied der IG Bildende Kunst. Von 2003 bis 2005 war er Vorstandsmitglied bei der Künstlervereinigung MAERZ, der er ebenfalls seit 1994 angehört. 2008 trat er der Gesellschaft bildender Künstlerinnen und Künstler Österreichs (Künstlerhaus Wien) bei.

## Ausstellungen (Auswahl)
Kröswang präsentiert seine Werke seit 1991 im Rahmen von Einzel- und Gemeinschaftsausstellungen:
- OK Centrum für Gegenwartskunst, 1991
- Thomas Kraswang. Bilder und Objekte, Galerie März, 2000
- 4 Positionen, Niederösterreichisches Dokumentationszentrum für moderne Kunst, 2005
- Mit Gregor Graf und Peter Sommerauer: Präsentation der Künstlervereinigung März bei der Kunstmesse Linz, Landesgalerie Linz, 2006
- Diskonta 1, IG Bildende Kunst, Wien, 2006
- Wegmarken, MAERZ 1952–2012, afo architekturforum oberösterreich und Künstlervereinigung MAERZ
- Zeichnen Zeichnen, Künstlerhaus, Wien, 2013
- Mit Gerhard Brandl, Grafik – Objekt – Grafik, Galerie Schloss Puchheim, 2014
- Brennende Fragen. UEBER: ANGEBOT, Künstlerhaus, Wien, 2015
- Thomas Kröswang. stand der dinge, Künstlerhaus, Wien, 2015
- Kunststücke, Künstlerhaus, Wien, 2015
- „aufbruch-take off.001“, „aufbruch-take off.002“, „1.aufbruch.keramik.024“ 2008. 1Blick. Kunst im Vorhaus, Hallein, September 2018

- Mit Thomas Steiner: Parallelen, Galerie im Künstlerhaus, 2015